# Svend Didrichsen
Svend Didrichsen (14 maggio 1955) è un ex calciatore norvegese, di ruolo attaccante.

## Carriera

### Club
Didrichsen debuttò con la maglia del Rosenborg in data 9 giugno 1974, in occasione della sconfitta casalinga per 0-3 contro il Brann. Il 21 agosto successivo, arrivò la prima rete: siglò un gol nella sconfitta per 2-1 sul campo del Molde. Rimase in forza al Rosenborg fino al 1981, totalizzando complessivamente 102 presenze in campionato (90 nella 1. divisjon e 12 nella 2. divisjon) con 14 reti (9 nella 1. divisjon e 5 nella 2. divisjon).